# Чистые Пруды (Кировская область)
Чистые Пруды — посёлок в Кировской области. Входит в состав муниципального образования «Город Киров»

## География
Расположен на расстоянии менее 3 км по прямой на юг от железнодорожного вокзала станции Киров.

## История
Известен с 1926 года как Ферма № 1 сельскохозяйственного техникума, где было учтено хозяйств 16 и жителей 26, в 1950 (Учхоз СХИ) 26 и 102 (с учётом деревни Цыганы), в 1989 854 человека. Настоящее название утвердилось в 1991 году. Административно подчиняется Ленинскому району города Киров. Южная часть посёлка располагается на месте бывшей деревни Цыганы.

## Население
| 2010 |
| ---- |
| 1235 |

Постоянное население составляло 1190 человек (русские 98 %) в 2002 году, 1235 в 2010.